# Premi Platino a la millor interpretació femenina de repartiment en minisèrie o telesèrie
El Premi Platino a la millor interpretació femenina de reparto en minisèrie o teleserie és un dels premis al mèrit atorgats per Entitat de Gestió de Drets dels Productors Audiovisuals i Federació Iberoamericana de Productors Cinematogràfics i Audiovisuals. La categoria va ser presentada per primera vegada en la VII edició dels Premis Platino el 2020.
Poden optar a aquest premi totes les actrius iberoamericanes que participin amb papers de repartiment en les Minisèries o Telesèries de Ficció que optin als Premis i que apareguin en els títols de crèdit.
Cadascun d'aquests premis serà atorgat de manera individual a una única persona per categoria, no podent, en cap cas, presentar-se candidatures conjuntes.

## Guanyadors i finalistes
Indica la pel·lícula guanyadora en cada edició.

### 2020s
| Edició                               | Actriu             | Minisèrie o telesèrie   | Paper                           | Ref.  |
| ------------------------------------ | ------------------ | ----------------------- | ------------------------------- | ----- |
| 2020 VII edició dels Premis Platino  | Alba Flores        | La casa de papel        | Ágata Jiménez (Nairobi)         | [ 2 ] |
| 2020 VII edició dels Premis Platino  | Belén Cuesta       | Paquita Salas           | Magüi Moreno                    |       |
| 2020 VII edició dels Premis Platino  | Florencia Raggi    | Monzón                  | Patricia Rosello                |       |
| 2020 VII edició dels Premis Platino  | Mariana Treviño    | La Casa de las Flores   | Jenny Quetzal                   |       |
| 2021 VIII edició dels Premis Platino | Loreto Mauleón     | Patria                  | Arantxa Garmendia Uzkudun       | [ 3 ] |
| 2021 VIII edició dels Premis Platino | Ester Expósito     | Alguien tiene que morir | Cayetana Aldama                 |       |
| 2021 VIII edició dels Premis Platino | Susana Abaitua     | Patria                  | Nerea Lertxundi                 |       |
| 2021 VIII edició dels Premis Platino | Najwa Nimri        | La casa de papel        | "Alicia Sierra"                 |       |
| 2022 IX edició dels Premis Platino   | Najwa Nimri        | La casa de papel        | Alicia Sierra"                  | [ 4 ] |
| 2022 IX edició dels Premis Platino   | María Pujalte      | Venga Juan              | Macarena                        | [ 5 ] |
| 2022 IX edició dels Premis Platino   | Rosa Maria Bianchi | Monarca                 | Cecilia Dávila Vda. De Carranza | [ 5 ] |
| 2022 IX edició dels Premis Platino   | Nancy Dupláa       | El reino                | Roberta Candía                  | [ 5 ] |